# Apoteksmedhjælper
En apoteksmedhjælper eller exam.pharm. (latin: examinatus/examinata pharmaciae; farmaceutisk eksaminat) har gennemgået den nu afskaffede apoteksmedhjælperuddannelse, som svarer til en mellemlang videregående uddannelse (MVU) i dag. Exam.pharm.-uddannelsen findes kun i Norden, men titlen apoteksmedhjælper oversættes undertiden til engelsk med betegnelsen prescriptionist.

## Uddannelsen til apoteksmedhjælper
Uddannelsen til apoteksmedhjælper, som ikke udbydes længere, blev oprettet tilbage i 1811, senest revideret i 1942 og afskaffet i 1956. Den sidste årgang apoteksmedhjælpere dimitterede således i 1960. Apoteksmedhjælperuddannelsen blev derefter afløst af apoteksassistentuddannelsen, hvor den første årgang af apoteksassistentelever kom i lære på de danske apoteker i 1958.
Exam.pharm.-uddannelsen bestod udelukkende af 3-4 års læretid (praktik) som discipel (dvs. apoteksmedhjælperlærling) på apotek, og uddannelsen afsluttedes med farmaceutisk medhjælpereksamen fra Danmarks Farmaceutiske Højskole. For at blive ansat som discipel skulle man selv finde sig en læreplads på et apotek. For folkeskoleelever var læretiden 4 år, mens den for gymnasiale studenter var 3 år.
Bestået eksamen som farmaceutisk medhjælper (exam.pharm.) medførte tildelingen af jus practicandi, dvs. selvstændig autorisation og tilladelse til at fungere som ansat på apotek. Medhjælpereksamen gav desuden adgang til at kunne læse videre til farmaceut (cand.pharm.) på to år på Danmarks Farmaceutiske Højskole og gå op til den akademiske farmaceutiske kandidateksamen.
I 1956 blev apoteksmedhjælperuddannelsen og -eksamen afskaffet med den begrundelse, at man ikke længere mente, det var fagligt forsvarligt at give exam.pharm.'ere autorisation til at virke på apotek, idet uddannelsen udelukkende bestod af praktisk læretid uden egentlig teoretisk undervisning.
Siden hen er exam.pharm.-uddannelsen blevet erstattet af den teoretiske 3-årige bachelorgrad i farmaci (B.Sc.Pharm.), som dog først giver autorisation til at virke på apotek, når studieenheden Studieophold på Apotek er bestået. Herefter har den farmaceutstuderende status som farmakonom. Vælger man ikke at gennemføre de 6 måneders praktik på et apotek eller sygehusapotek, men f.eks. i en medicinalvirksomhed, opnås titlen kandidat i farmaceutisk videnskab (cand.scient.pharm.), som ikke giver ret til at arbejde på apotek. Kun farmaceuter og farmakonomer har i dag selvstændig autorisation til at arbejde på apotek.

## Apoteksmedhjælpere i Danmark
Apoteksmedhjælpere, der er uddannet efter den gamle studieordning (inden 1959) og har bestået den daværende farmaceutiske medhjælpereksamen, har imidlertid fortsat selvstændig autorisation og arbejder i dag hovedsageligt som medicinsk-farmaceutiske rådgivere på apoteker og sygehusapoteker. Ifølge apotekerloven må en exam.pharm. dog ikke bestride en stilling som produktions- eller kvalitetsansvarlig, idet disse stillinger kræver farmaceut- eller farmakonomeksamen.
Apoteksmedhjælperfaget og apoteksmedhjælperprofessionen i Danmark er et lovreguleret erhverv, der hører under Lægemiddelstyrelsen. Apoteksmedhjælpere er juridisk underlagt Sundhedsvæsenets Patientklagenævn og er ifølge apotekerloven forpligtet til at udføre deres hverv "omhyggeligt og samvittighedsfuldt" samt "varetage arbejdsopgaverne forsvarligt". Apoteksmedhjælperbetegnelsen er en beskyttet titel, som kun må benyttes efter forud indhentet tilladelse fra Lægemiddelstyrelsen.

## Fagforening og organisation
Apoteksmedhjælperne er samlet i fagforeningen Pharmadanmark. Der findes (pr. 1. januar 2008) i alt 481 erhvervsaktive apoteksmedhjælpere i Danmark (inkl. Færøerne og Grønland).

## Eksterne kilder, links og henvisninger
- Bekendtgørelse af 07.12.2005 om apoteker og apotekspersonale, herunder apoteksmedhjælpere
- Fra Københavns Universitet til Farmaceutisk Universitet – og retur, beretning om apoteksmedhjælperuddannelsen Arkiveret 11. juni 2007 hos  Wayback Machine
- Delfin Apoteket i København – et eksamensapotek i 50 år, beretning om apoteksmedhjælperuddannelsen (Webside ikke længere tilgængelig)